# Arctostaphylos uva-ursi
Arctostaphylos uva-ursi là một loài thực vật có hoa trong họ Thạch nam. Loài này được (L.) Spreng. mô tả khoa học đầu tiên năm 1825.

## Hình ảnh

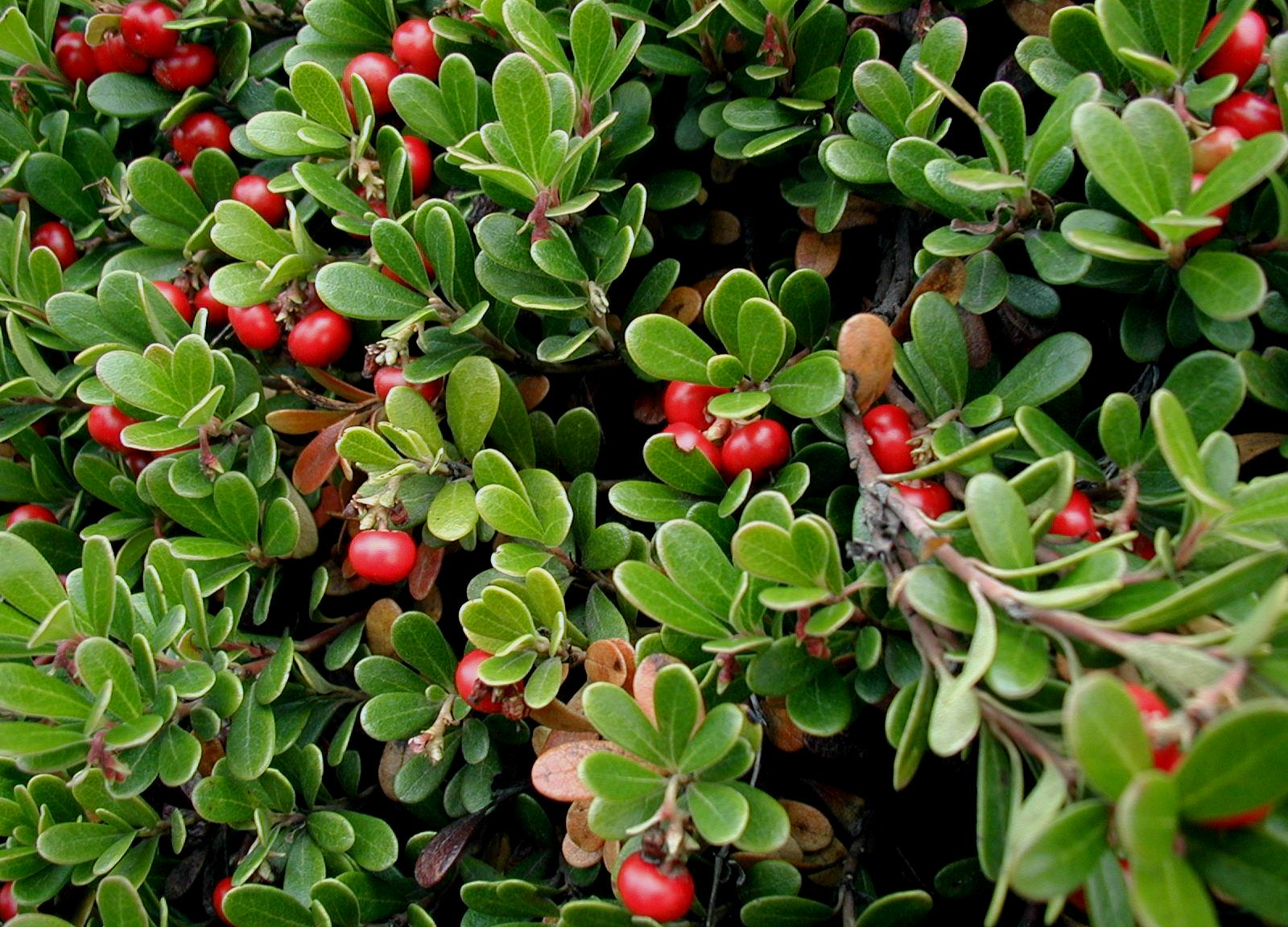
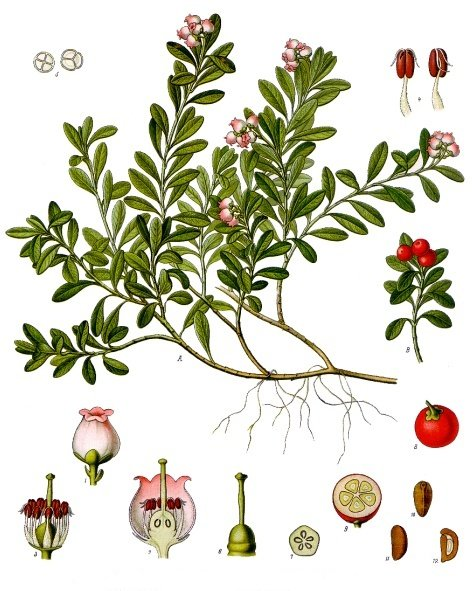
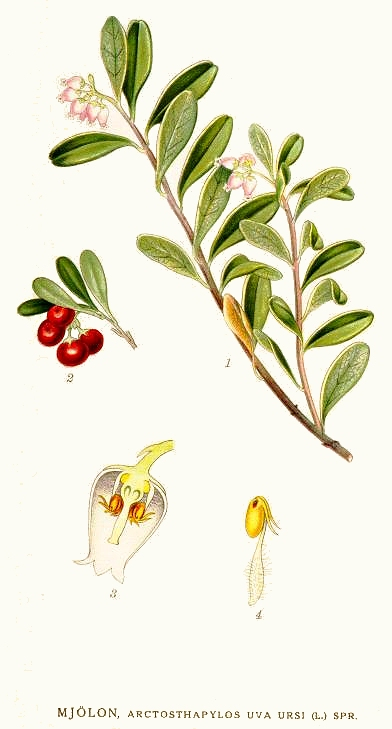
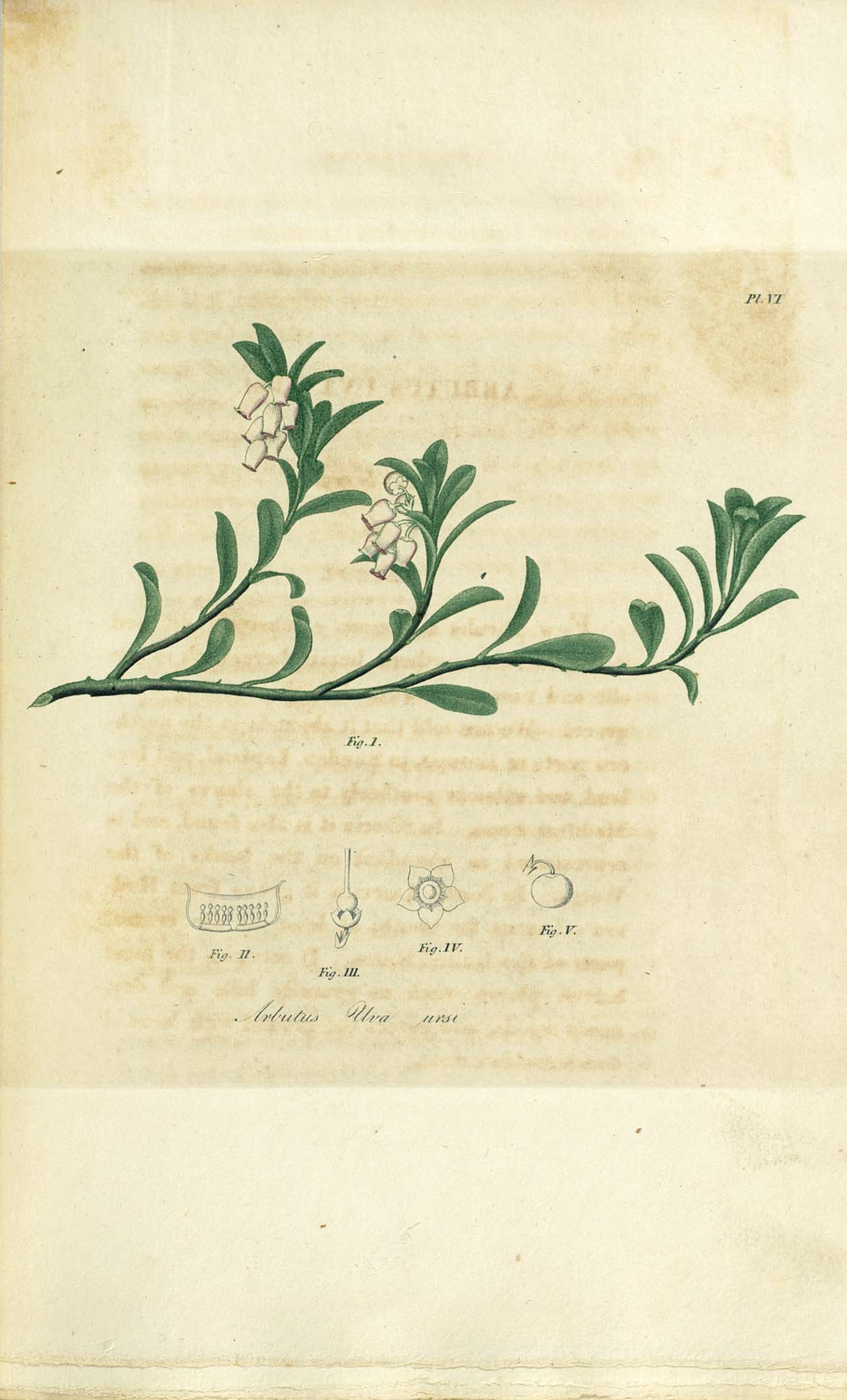
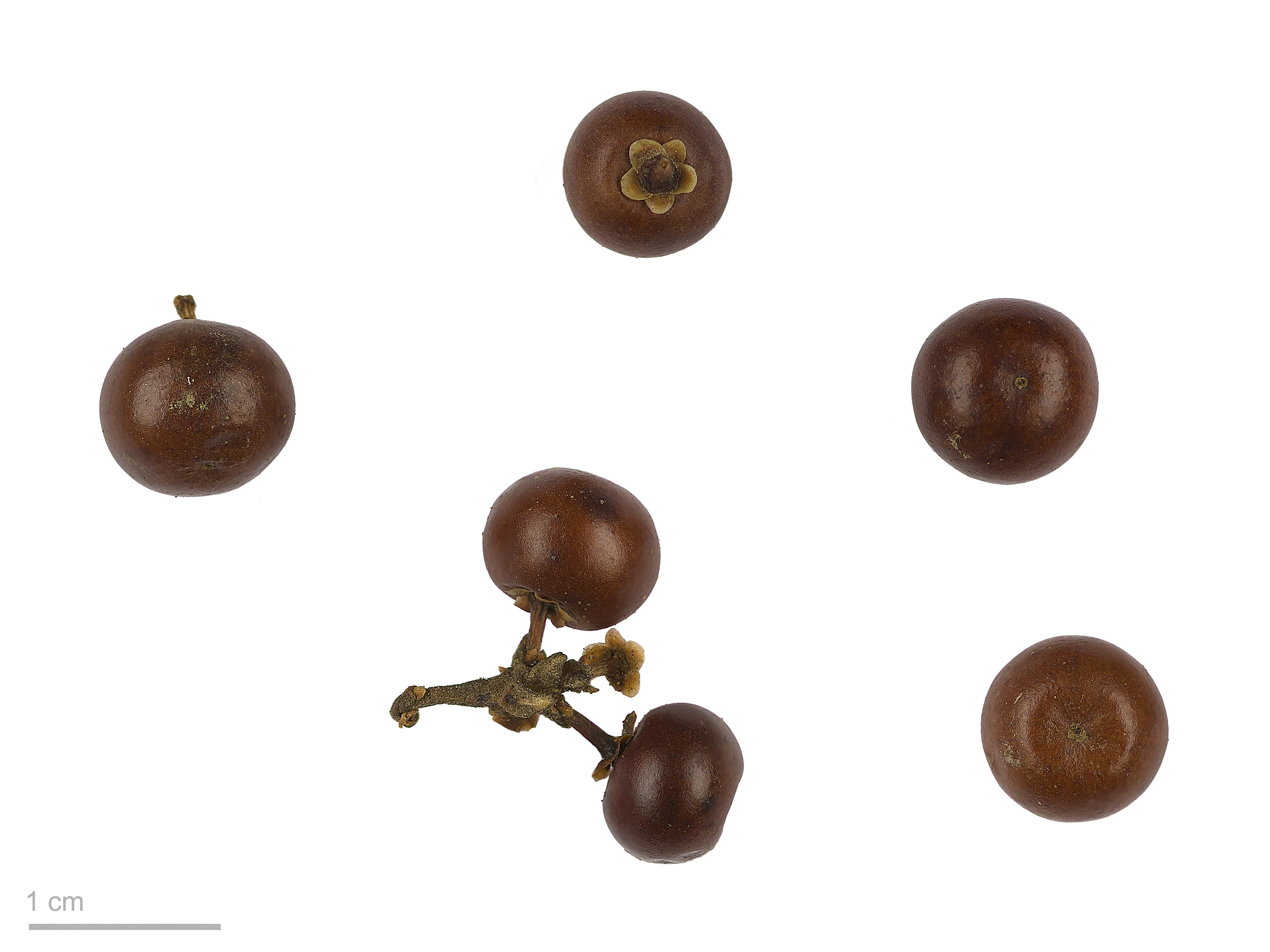
Arctostaphylos uva-ursi - Museum specimen